# 帕內爾鎮區 (明尼蘇達州特拉弗斯縣)
帕內爾鎮區（英語：Parnell Township）是位於美國明尼蘇達州特拉弗斯縣的一個行政鎮區。

## 歷史
帕內爾鎮區於1881年成立，得名自愛爾蘭自治運動領導者查爾斯·史都華·巴奈爾（Charles Stewart Parnell）。

## 地方資料
帕內爾鎮區的面積為94.51平方千米，當中陸地面積為94.47平方千米，而水域面積為0.04平方千米。根據2020年美國人口普查的數據，當地共有人口64人，而人口密度為每平方千米0.68人。